# Claude Fournier l'Américain
Pour les articles homonymes, voir Claude Fournier et Fournier.
Claude Fournier dit  Fournier l'Américain et Fournier-L'Héritier, né le 22 décembre 1745 à Auzon et mort le 27 juillet 1825 à Paris, est une personnalité de la Révolution française.

## Biographie
Fils de Claude Fournier, galissier, et de Jeanne L'Héritier, il devient domestique à l'adolescence, avant de s'embarquer à dix-sept ans pour Saint-Domingue afin de faire fortune. À son arrivée, il s'engage dans les dragons des milices bourgeoises, composées de détachements non mixtes de Blancs et de Noirs libres, où il sert jusqu'en 1783. Puis, tout en faisant son service, il est employé comme intendant ou contremaître dans des « habitations ». En 1782, il devient propriétaire d’une guildive (ou guildiverie), fabrique de tafia (rhum de mélasse impure), à la Petite-Rivière, qui utilise douze esclaves. Puis il s'installe sur un terrain du quartier de l'Artibonite, dans la juridiction de Saint-Marc. Là, des propriétaires de fabriques concurrentes, les frères Guibert, et leurs gérants, montent une cabale contre lui. Ces querelles de voisinage tirent leur origine de l'exploitation d'un cours d'eau voisin, insuffisant à satisfaire les besoins de chacun, et du fait que Fournier écoule ses vidanges dans un canal utilisé par les hommes et les animaux. Après diverses pressions pour l'expulser et le ruiner, les frères Guibert obtiennent du lieutenant du roi son emprisonnement, sans motif officiel, le 26 septembre 1783. Après avoir payé une amende pour « frais de capture et de conduite », Fournier sort de prison, mais le lieutenant le menace de poursuite, puis fait expulser son personnel. Lui-même est obligé de se cacher. Le 4 février 1784, Fournier revend sa fabrique, mais le bâtiment est incendié par ses ennemis. Désireux d'obtenir justice, il rentre en France en 1785 pour plaider sa cause devant le Conseil du Roi, qui le déboute en 1787 après avoir interdit à son avocat de plaider. Si l'affaire semble douteuse à Alphonse Aulard, cette affaire se clôt judiciairement par le jugement du tribunal de cassation de Paris du 22 septembre 1792, qui donne tort à ses ennemis.
Victime d'un abus d'autorité et d'un déni de justice, révolté de la corruption de la société d'Ancien Régime, il s'engage dans le mouvement révolutionnaire dès 1789 et fait partie des « vainqueurs de la Bastille » le 14 juillet. Le mécontentement et l'enthousiasme l'amènent à organiser une troupe révolutionnaire armée, et il se retrouve ainsi parmi les principaux acteurs des journées des 5 et 6 octobre 1789, qui voit l'installation du roi au palais des Tuileries, du massacre du Champ de Mars le 17 juillet 1791 à Paris, du 20 juin 1792 et du 10 août 1792.
Le 9 septembre 1792, quelques jours après les premiers massacres dits de septembre à Paris, il est chargé d'escorter des prisonniers d'Orléans à Versailles qui se font massacrer à l'entrée de la ville. Son rôle dans cette tuerie sauvage est quelque peu équivoque et il a été même soupçonné d'avoir participé au carnage. Il semble avéré que les prisonniers ont été séparés de leur escorte par la foule, et Fournier n'était pas à leurs côtés quand ils ont péri.
Il est soupçonné d'avoir averti des membres du comité de surveillance de son passage ce jour-là. Le comité aurait dépêché une clique d'égorgeurs sur les lieux. Il semble que Danton lui-même ait été informé à l'avance, par Alquier, du forfait qui se préparait ; ami de Fournier, il aurait fermé les yeux. La présence sur les lieux d'Alquier et de Richaud va dans ce sens. À tout le moins, même s'il n'a pas participé au massacre, Fournier peut s'être écarté ou laissé écarter de la scène. Il est également soupçonné du vol des bagages des prisonniers. 
En raison du soutien indéfectible que lui assure le ministre de l'Intérieur Jean-Marie Roland, il entre en conflit ouvert avec Marat qui l'accuse d'avoir participé à l'insurrection avortée du 10 mars 1793. La mort de ce dernier, le 13 juillet de la même année, le libère de cette accusation. Malgré ses origines créoles, il est antiesclavagiste et présente en 1795 au Directoire un an après le décret du 16 pluviôse an II-4 février 1794 par la Convention, un plan détaillé de libération économique et sociale des Noirs.
Le 9 floréal an IV (28 avril 1796), il se marie à Verneuil avec Marthe Fonvielle, âgée de 45 ans, fille de Jacques Fontvielle et de Marguerite Quillé. En 1799, un certificat de la municipalité atteste que le couple vit « depuis plusieurs années dans la plus grande indigence ». Lui-même affirme dans une lettre de 1798 être dans la détresse, les pertes subies à Saint-Domingue ayant été remboursées en assignats.
Tenu à l'écart de la conjuration des Égaux par Gracchus Babeuf, il est dénoncé en l'an V par Boissy d'Anglas pour son rôle dans le massacre de Versailles et soumis à une surveillance policière. En revanche, en 1799, il milite dans les réseaux jacobins clandestins, auxquels il sert d'agent de liaison dans le jardin des Tuileries. Selon Bernard Gainot, il serait même passé, alors, à la clandestinité complète.
Il mène également des actions publiques, comme le 18 prairial an VII quand il lit devant le Corps législatif, avec Jean-Joseph-Nicolas Niquille, une pétition d'inspiration néo-jacobine contre la nomination de Siéyès au Directoire en mai.
Après le coup d'État du 18 brumaire, il est compris sur une liste de déportation, transformée peu après en mesure de surveillance policière et subit plusieurs perquisitions. Le 18 janvier 1800 (28 nivôse an VII), il publie une brochure, intitulée : Massacre des prisonniers d'Orléans. Fournier, dit l'Américain, aux Français, dans laquelle il tente de se justifier sur l'affaire de Versailles.
Compris sur la liste de proscription établie après l'attentat de la rue Saint-Nicaise du 3 nivôse an IX, il se cache à Villejuif, où il travaille comme jardinier. Les policiers parviennent finalement à l'arrêter en 1803, et il est enfermé au fort de Joux puis transféré sur l'île d'Oléron, d'où on le déporte en Guyane. Là, il peut avoir participé à des guerres de courses comme corsaire et à la reconquête éphémère de Gorée, au Sénégal, en 1804, mais cela ne relève que de l'hypothèse. Lors de la prise de la Guyane par les Anglo-Portugais en 1809, il fait partie des sept déportés qui demandent d'accompagner le gouverneur Victor Hugues en France, douze étant morts de maladie, cinq s'étant enfuis aux États-Unis et les autres profitant de l'occasion pour reprendre leur liberté.
Placé en résidence surveillée à Auxerre à son arrivée, il loge chez un cordonnier. En juillet 1811, il organise une émeute contre les droits réunis, rétablis par Napoléon, ce qui lui vaut d'être interné au château d'If, où il demeure prisonnier jusqu'en 1815. Deux ans après, il adresse à Louis XVIII une lettre dans laquelle il demande une pension, arguant de prétendus sentiments royalistes. En 1822, il se tourne vers la Chambre des députés pour se plaindre des pertes subies à Saint-Domingue, affirmant survivre avec 50 francs par mois « accordés à titre de secours comme colons réfugiés ». L'année suivante, il écrit à la duchesse d'Angoulême.
Libéré, il s'installe avec sa femme au no 6 de la rue Perdue, à Paris, mais il est de nouveau arrêté le 1er novembre 1815 sur une accusation de complot, avant d'être libéré en raison de son grand âge et de ses infirmités. Installé esplanade des Invalides, au numéro 28, il meurt le 27 juillet 1825, à l'âge de 79 ans. Un an après, son épouse est admise à l'hôpital des Indigents.

## Œuvres
- À Marat, journaliste, 14 mai l'an II, suivi d'une lettre de Garin à Marat, 10 mai an II, Paris, Imprimerie de Lottin, in-4° , 7 p.
- Extrait d'un mémoire contenant les services de la compagnie de M. Fournier, l'un des commandants du district de Saint-Eustache, depuis le 13 juillet 1789, époque de la révolution, vers 1789, 7 p.
- Massacre des prisonniers d'Orléans. Fournier, dit l'Américain, aux Français, Paris, 18 janvier 1800 (28 nivôse an VII), in-8° de 16 p.
- Fournier dit l'Américain, à Barras, ex-directeur à Grosbois, 1801, 28 nivôse an VIII
- Aux honorables membres de la chambre des députés pour la présente session, Paris, Imprimerie de Cosson, 1822, in-8° de 24 p.
- Mémoires secrets de Fournier l'Américain : publiés pour la première fois d'après le manuscrit des Archives nationales (édité par Alphonse Aulard), Paris, Société de l'histoire de la révolution française (Paris, France), 1890, 100 p.